# المتحف العربي الأمريكي القومي

شعار المتحف العربي الأمريكي القومي

المتحف العربي الأمريكي القومي (بالإنجليزية: The Arab American National Museum) هو متحف لتاريخ وثقافة الأمريكيين العرب يقع في ديربورن، ميشيغان في الولايات المتحدة الأمريكية. ويعتبر الأول من نوعه، افتتح في 5 مايو 2005. يسعى المتحف إلى تبديد المفاهيم الخاطئة عن الأمريكيين العرب وغيرهم من الأقليات.
يحتوي المتحف على معرضين دائمين، الطابق الأول يعرض إسهامات الحضارة العربية في العلوم والطب والرياضيات والعمارة وأعمال الديكور والفنون. الطابق الثاني يركز على التجربة العربية في الولايات المتحدة، بينها معرض للبارزين من الأمريكيين العرب مثل رالف نادر وهيلين توماس وهيلين زغيب، كما يعرض وثائق وأعمال فنية لأمريكيين عرب تتعلق بالهجرة وتاريخها.
تكلف بناء المتحف 15 مليون دولار أمريكي ومن بين من تبرع بها شركات كرايسلر وجنرال موتورز ومؤسسة روكفيلر والعربية السعودية وقطر.

## الافتتاح
حضر الأمين العام السابق للجامعة العربية عمرو موسى افتتاح المتحف في 5 مايو 2005.

## الموقع
يقع المتحف في 13624 جادّة ميشيغان، ديربورن، ميشيغان 48126

## وصلات خارجية
- الموقع الرسمي (بالإنجليزية)
- صفحة المتحف العربي الأمريكي الرسمية في فيسبوك  على فيسبوك.(بالإنجليزية)
- قناة المتحف العربي الأمريكي القومي الرسمية في يوتيوب (بالإنجليزية)
- حساب المتحف العربي الأمريكي القومي في فليكر (بالإنجليزية)
- Article reviewing the opening of the museum (بالإنجليزية)